# Lijst van vlaggen van de wereld

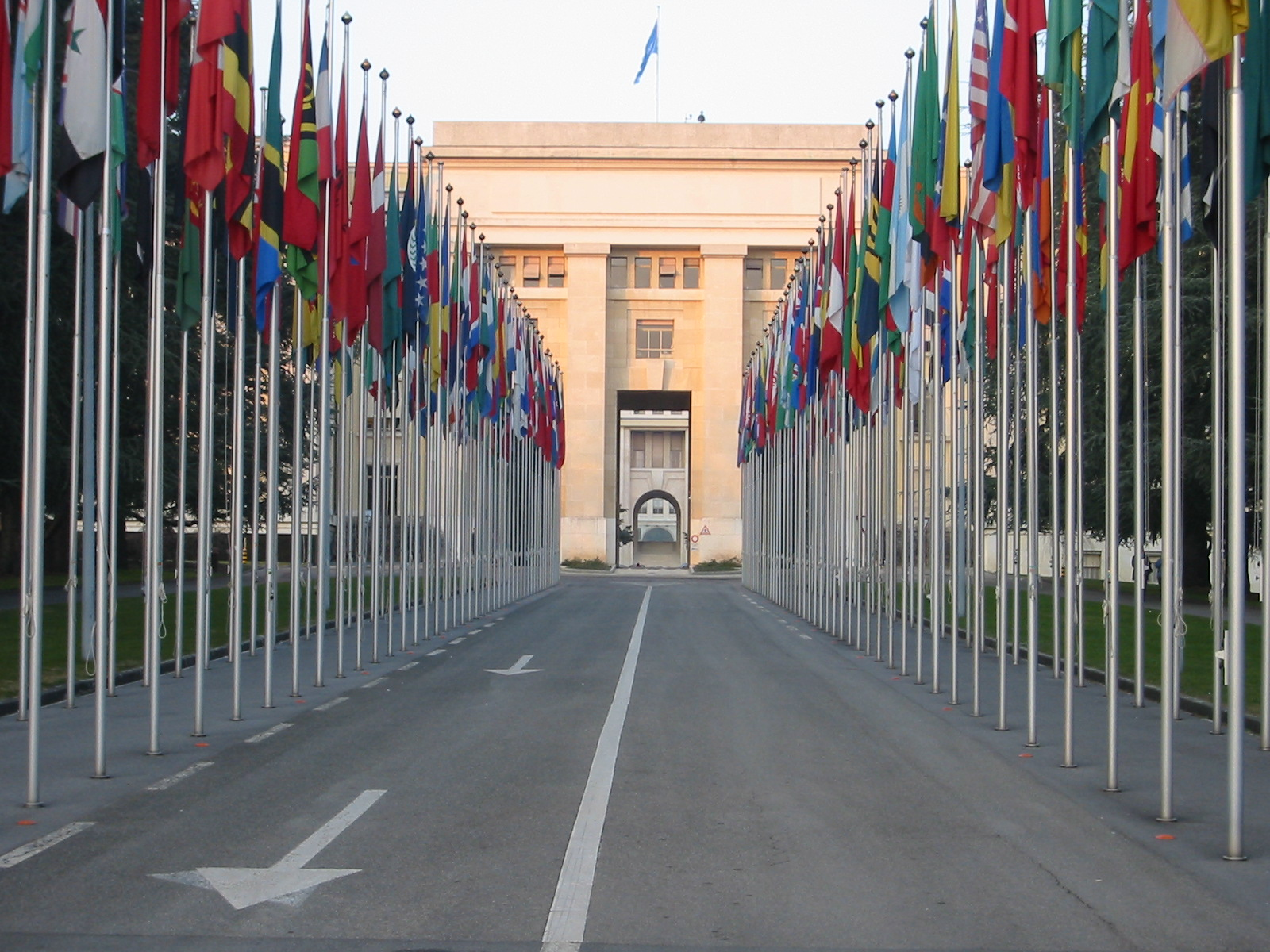
Vlaggen voor het gebouw van de voormalige Volkenbond te Genève.

Dit artikel is een overzichtsartikel betreffende vlaggen. Dit artikel begint met een lijst waarin alle nationale vlaggen staan en geeft vervolgens een overzicht van andere artikelen over vlaggen.

## Vlaggen van staten
Elke staat ter wereld heeft een eigen vlag. Daarnaast gebruiken veel staten aparte handelsvlaggen en oorlogsvlaggen. Zie daarvoor de lijsten Handelsvlaggen van de wereld en Marinevlaggen van de wereld. Sommige staten gebruiken bovendien een staatsvlag, die alleen dient om door de overheid gebruikt te worden.
Door onder een vlag op 'Vlag van' te klikken, ga je naar het artikel over die betreffende vlag. Door op de naam van de bijbehorende staat te klikken, gaat u naar het artikel over de betreffende staat.
De vlaggen in deze sectie worden aanbevolen voor gebruik op Wikipedia.
| Vlaggen van de wereld         | Vlaggen van de wereld              | Vlaggen van de wereld                   | Vlaggen van de wereld                     | Vlaggen van de wereld                    |
| ----------------------------- | ---------------------------------- | --------------------------------------- | ----------------------------------------- | ---------------------------------------- |
| Vlag van Afghanistan          | Vlag van Albanië                   | Vlag van Algerije                       | Vlag van Andorra                          | Vlag van Angola                          |
| Vlag van Antigua en Barbuda   | Vlag van Argentinië                | Vlag van Armenië                        | Vlag van Australië                        | Vlag van Azerbeidzjan                    |
| Vlag van de Bahama's          | Vlag van Bahrein                   | Vlag van Bangladesh                     | Vlag van Barbados                         | Vlag van België                          |
| Vlag van Belize               | Vlag van Benin                     | Vlag van Bhutan                         | Vlag van Bolivia                          | Vlag van Bosnië en Herzegovina           |
| Vlag van Botswana             | Vlag van Brazilië                  | Vlag van Brunei                         | Vlag van Bulgarije                        | Vlag van Burkina Faso                    |
| Vlag van Burundi              | Vlag van Cambodja                  | Vlag van Canada                         | Vlag van de Centraal-Afrikaanse Republiek | Vlag van Chili                           |
| Vlag van China                | Vlag van Colombia                  | Vlag van de Comoren                     | Vlag van Congo-Brazzaville                | Vlag van Congo-Kinshasa                  |
| Vlag van Costa Rica           | Vlag van Cuba                      | Vlag van Cyprus                         | Vlag van Denemarken                       | Vlag van Djibouti                        |
| Vlag van Dominica             | Vlag van de Dominicaanse Republiek | Vlag van Duitsland                      | Vlag van Ecuador                          | Vlag van Egypte                          |
| Vlag van El Salvador          | Vlag van Equatoriaal-Guinea        | Vlag van Eritrea                        | Vlag van Estland                          | Vlag van Ethiopië                        |
| Vlag van Fiji                 | Vlag van de Filipijnen             | Vlag van Finland                        | Vlag van Frankrijk                        | Vlag van Gabon                           |
| Vlag van Gambia               | Vlag van Georgië                   | Vlag van Ghana                          | Vlag van Grenada                          | Vlag van Griekenland                     |
| Vlag van Guatemala            | Vlag van Guinee                    | Vlag van Guinee-Bissau                  | Vlag van Guyana                           | Vlag van Haïti                           |
| Vlag van Honduras             | Vlag van Hongarije                 | Vlag van Ierland                        | Vlag van IJsland                          | Vlag van India                           |
| Vlag van Indonesië            | Vlag van Irak                      | Vlag van Iran                           | Vlag van Israël                           | Vlag van Italië                          |
| Vlag van Ivoorkust            | Vlag van Jamaica                   | Vlag van Japan                          | Vlag van Jemen                            | Vlag van Jordanië                        |
| Vlag van Kaapverdië           | Vlag van Kameroen                  | Vlag van Kazachstan                     | Vlag van Kenia                            | Vlag van Kirgizië                        |
| Vlag van Kiribati             | Vlag van Koeweit                   | Vlag van Kroatië                        | Vlag van Laos                             | Vlag van Lesotho                         |
| Vlag van Letland              | Vlag van Libanon                   | Vlag van Liberia                        | Vlag van Libië                            | Vlag van Liechtenstein                   |
| Vlag van Litouwen             | Vlag van Luxemburg                 | Vlag van Madagaskar                     | Vlag van Malawi                           | Vlag van de Malediven                    |
| Vlag van Maleisië             | Vlag van Mali                      | Vlag van Malta                          | Vlag van Marokko                          | Vlag van de Marshalleilanden             |
| Vlag van Mauritanië           | Vlag van Mauritius                 | Vlag van Mexico                         | Vlag van Micronesia                       | Vlag van Moldavië                        |
| Vlag van Monaco               | Vlag van Mongolië                  | Vlag van Montenegro                     | Vlag van Mozambique                       | Vlag van Myanmar                         |
| Vlag van Namibië              | Vlag van Nauru                     | Vlag van Nederland                      | Vlag van Nepal                            | Vlag van Nicaragua                       |
| Vlag van Nieuw-Zeeland        | Vlag van Niger                     | Vlag van Nigeria                        | Vlag van Noord-Korea                      | Vlag van Noord-Macedonië                 |
| Vlag van Noorwegen            | Vlag van Oeganda                   | Vlag van Oekraïne                       | Vlag van Oezbekistan                      | Vlag van Oman                            |
| Vlag van Oost-Timor           | Vlag van Oostenrijk                | Vlag van Pakistan                       | Vlag van Palau                            | Vlag van Palestina                       |
| Vlag van Panama               | Vlag van Papoea-Nieuw-Guinea       | Vlag van Paraguay                       | Vlag van Peru                             | Vlag van Polen                           |
| Vlag van Portugal             | Vlag van Qatar                     | Vlag van Roemenië                       | Vlag van Rusland                          | Vlag van Rwanda                          |
| Vlag van Saint Kitts en Nevis | Vlag van Saint Lucia               | Vlag van Saint Vincent en de Grenadines | Vlag van de Salomonseilanden              | Vlag van Samoa                           |
| Vlag van San Marino           | Vlag van Sao Tomé en Principe      | Vlag van Saoedi-Arabië                  | Vlag van Senegal                          | Vlag van Servië                          |
| Vlag van de Seychellen        | Vlag van Sierra Leone              | Vlag van Singapore                      | Vlag van Slovenië                         | Vlag van Slowakije                       |
| Vlag van Soedan               | Vlag van Somalië                   | Vlag van Spanje                         | Vlag van Sri Lanka                        | Vlag van Suriname                        |
| Vlag van Swaziland            | Vlag van Syrië                     | Vlag van Tadzjikistan                   | Vlag van Tanzania                         | Vlag van Thailand                        |
| Vlag van Togo                 | Vlag van Tonga                     | Vlag van Trinidad en Tobago             | Vlag van Tsjaad                           | Vlag van Tsjechië                        |
| Vlag van Tunesië              | Vlag van Turkije                   | Vlag van Turkmenistan                   | Vlag van Tuvalu                           | Vlag van Uruguay                         |
| Vlag van Vanuatu              | Vlag van Vaticaanstad              | Vlag van Venezuela                      | Vlag van het Verenigd Koninkrijk          | Vlag van de Verenigde Arabische Emiraten |
| Vlag van de Verenigde Staten  | Vlag van Vietnam                   | Vlag van Wit-Rusland                    | Vlag van Zambia                           | Vlag van Zimbabwe                        |
| Vlag van Zuid-Afrika          | Vlag van Zuid-Korea                | Vlag van Zuid-Soedan                    | Vlag van Zweden                           | Vlag van Zwitserland                     |

## Vlaggen van niet-erkende staten
| Vlag van Abchazië                 | Vlag van Nagorno-Karabach | Vlag van De Turkse Republiek Noord-Cyprus | Vlag van Kosovo                  | Vlag van Somaliland   |
| Vlag van Taiwan (Republiek China) | Vlag van Transnistrië     | Vlag van Volksrepubliek Donetsk           | Vlag van Volksrepubliek Loegansk | Vlag van Zuid-Ossetië |

## Vlaggen van staten die geheel of deels bezet zijn
De staat Palestina met Jeruzalem als hoofdstad werd op 15 november 1988 uitgeroepen door de PLO onder leiding van Yasser Arafat. Doordat de PLO tijdens het uitroepen van de staat officieel geen autoritaire macht had in het gebied en onverdeeld Jeruzalem vanaf 1967 volgens de Israëlische wetgeving hoofdstad van de staat Israël is, wordt Palestina niet volledig internationaal erkend. Het gebied wordt door de VN beschouwd als bezet door Israël.
De Sahrawi Arabische Democratische Republiek, die de door Marokko bezette Westelijke Sahara claimt, is erkend door 44 landen.
| Vlag van Palestina | Vlag van de Sahrawi Arabische Democratische Republiek (geannexeerd door Marokko) |

## Vlaggen van niet-erkende micronaties
| Vlag van het Koninkrijk Noord-Soedan | Vlag van Sealand |

## Vlaggen van internationale organisaties
- Vlag van de Europese Unie en de Raad van Europa
- Vlag van de Noord-Atlantische Verdragsorganisatie
- Vlag van de Verenigde Naties

## Vlaggen van afhankelijke en subnationale gebieden en gemeenten
Zie de volgende artikelen:
- Vlaggen van afhankelijke gebieden (vlaggen van deelgebieden met een grote mate van autonomie)
- Vlaggen van subnationale entiteiten (vlaggen van provincies, districten, departementen, regio's, deelstaten en dergelijke)
- Vlaggen van gemeenten (vlaggen van gemeenten, steden en dorpen)

## Taalvlaggen
- Vlag van Esperanto

## Historische vlaggen
- Vlag van Joegoslavië
- Vlag van de Sovjet-Unie
- Vlag van Tibet

## Soorten vlaggen en vlaggebruik

### Typen nationale vlaggen volgens deFIAV-codering
- Civiele vlag
- Handelsvlag - Lijst van handelsvlaggen van de wereld
- Staatsvlag (wordt ook 'dienstvlag' genoemd)
- Oorlogsvlag
- Marinevlag - Lijst van marinevlaggen van de wereld

### Overig
- Banderol
- Commandovlag
- Geus
- Halfstok
- Kerkwimpel
- Logovlag
- Onderscheidingsvlag
- Oorlogsvlag
- Oorlogswimpel
- Piratenvlag
- Protestvlag
- Seinvlag
- Umbul
- Vaandel
- Vexillologie
- Vlaggen per land
- Vlaggen van gebieden met separatistische of irredentistische bewegingen
- Vexillologisch symbool
- Vlaginstructie
- Wimpel

## Vormgeving van vlaggen
- Vlag met andreaskruis
- Driekleur
- Vlag met halve maan en ster
- Vlag met hamer en sikkel
- Hoogte-breedteverhouding (ratio) van een vlag
- Vlag met kanton
- Vlag met Scandinavisch kruis

### Kleuren
- Pan-Afrikaanse kleuren
- Pan-Arabische kleuren
- Pan-Slavische kleuren

## Vlaggen in de sport
- Hoekvlag
- Vlaggen van de Formule 1
- Olympische vlag
- Vlag van Chinees Taipei, oftewel de sporttak van Taiwan, dat onder de naam Chinees Taipei uitkomt.

## Vlaggenwetenschap
- Vexillologie
- Vexillologisch symbool